# Emil Brunnenmeister
Emil Brunnenmeister (Kreuzlingen, 5 mei 1854 - Wenen, 22 januari 1898) was een Zwitsers jurist en hoogleraar.

## Biografie
Na het gymnasium in Konstanz doorlopen te hebben studeerde Brunnenmeister rechten aan de Ruprecht-Karls-universiteit in Heidelberg en de Georg-August-Universität Göttingen in Göttingen. Aan de Universiteit van Leipzig promoveerde hij in 1877 tot doctor in de rechten. Tijdens zijn opleiding kreeg hij les van onder meer Bernhard Windscheid, Johann Caspar Bluntschli en Karl Binding. Daarna was hij een tijdje aan de slag bij de bibliotheek van de Georg-August-Universität in Göttingen. In 1878 behaalde hij zijn habilitatie aan de Universiteit van Bazel voor de vakken strafrecht, strafprocesrecht en burgerlijk procesrecht.
In 1879 werd Brunnenmeister benoemd tot hoogleraar aan de Universiteit van Zürich. In 1882 stapte hij over naar de Maarten Luther-Universiteit in Halle, waar hij strafrecht en burgerlijk procesrecht zou doceren. In 1889 maakte hij wederom een overstap, ditmaal naar de Universiteit van Wenen. In die Oostenrijkse stad zou hij enkele jaren later op 43-jarige leeftijd overlijden.

## Werken
- Die Quellen der Bambergensis: Ein Beitrag zur Geschichte des deutschen Strafrechts, 1879.
- Das Tötungsverbrechen im altrömischen Recht, 1887.
- Grundriss zur Vorlesung über österreichisches Strafprozessrecht, 1893.